# ベーシックインフラ
ベーシックインフラは、住民の生活でのインフラを提供する政策。

## 概要
住民が生活をしていく上で必要な基本的なサービスやソフトウェアを整備して提供するという構想である。住民は定額を支払うことで、サービスを包括的に受けることができるようになるというものである。ベーシックインフラを行う上では、住民の健康データや行動データやオープンデータなど様々なデータを取得した上で連携する。これらのデータを分析することで、住民が生活をしていく上で、必要なコストやサービスの効果を測れるようにする。
香川県三豊市でベーシックインフラの構想が打ち出される。最終的には定額を課金することでサービスが住民に保証されるというイメージが構想されている。三豊市のベーシックインフラは、政府が進めるデジタル田園都市国家構想から構想されるようになっていた。そして2022年10月からベーシックインフラの構想からの具体的なプロジェクトが始められた。ここで行われ始めたことは地元企業の従業員にウエアラブル端末を配布してバイタルデータを収集するなどで、提携する飲食店で健康的なメニューを提供するという実証が行われるようになっている。
北海道更別村ではベーシックサービスが実施されている。2022年より田園都市国家構想交付金を活用して官民一体で行われている。更別村では少子高齢化や人材不足などの問題を解決させるために、デジタルや民間のノウハウを活用させた上で提供されている。実施している主体は官民によって設立された法人で、持続可能な公共サービスが提供されている。月額を支払うことで包括的に趣味や健康のサービスや、行政手続きや交通系のデジタル公民館が利用できるようになる。これらのサービスは更別村が構築したデータを基盤としてID連携デジタル基盤を構築して村内の法人や村民だけでなく近隣の村外の住民も利用できるようにする。連携する地方自治体にもIDを発行して必要なサービスを複数の自治体で利用できるようにしている。
林篤志は自信が立ち上げている第二の自治体とする「Local Coop」がベーシックインフラになるとする。これは現在の行政が行っている公共サービスやインフラを、もう一度自分たちの手でデザインすることを目的としている。奈良県奈良市で一般社団法人Local Coopを立ち上げて奈良市とも協力し合いながら共助の仕組みを作っている。2024年3月には住民の共助による買い物支援サービスを開始して、同年4月にはこれまでは奈良市が運営していたコミュニティバスをLocal Coopと地域住民で運行するようにする。行政が行ってきた業務をLocal Coopが行うようにして、作業の報酬は暗号資産や安い価格での商品提供とする。このようにしてLocal Coopが地域の暮らしの基盤を幅広く運営するようになればベーシックインフラを提供することができるようになるとする。